# Galeodes araneoides
Galeodes araneoides är en spindeldjursart som först beskrevs av Peter Simon Pallas 1772.  Galeodes araneoides ingår i släktet Galeodes och familjen Galeodidae. Inga underarter finns listade i Catalogue of Life.